# Behrouz Boochani

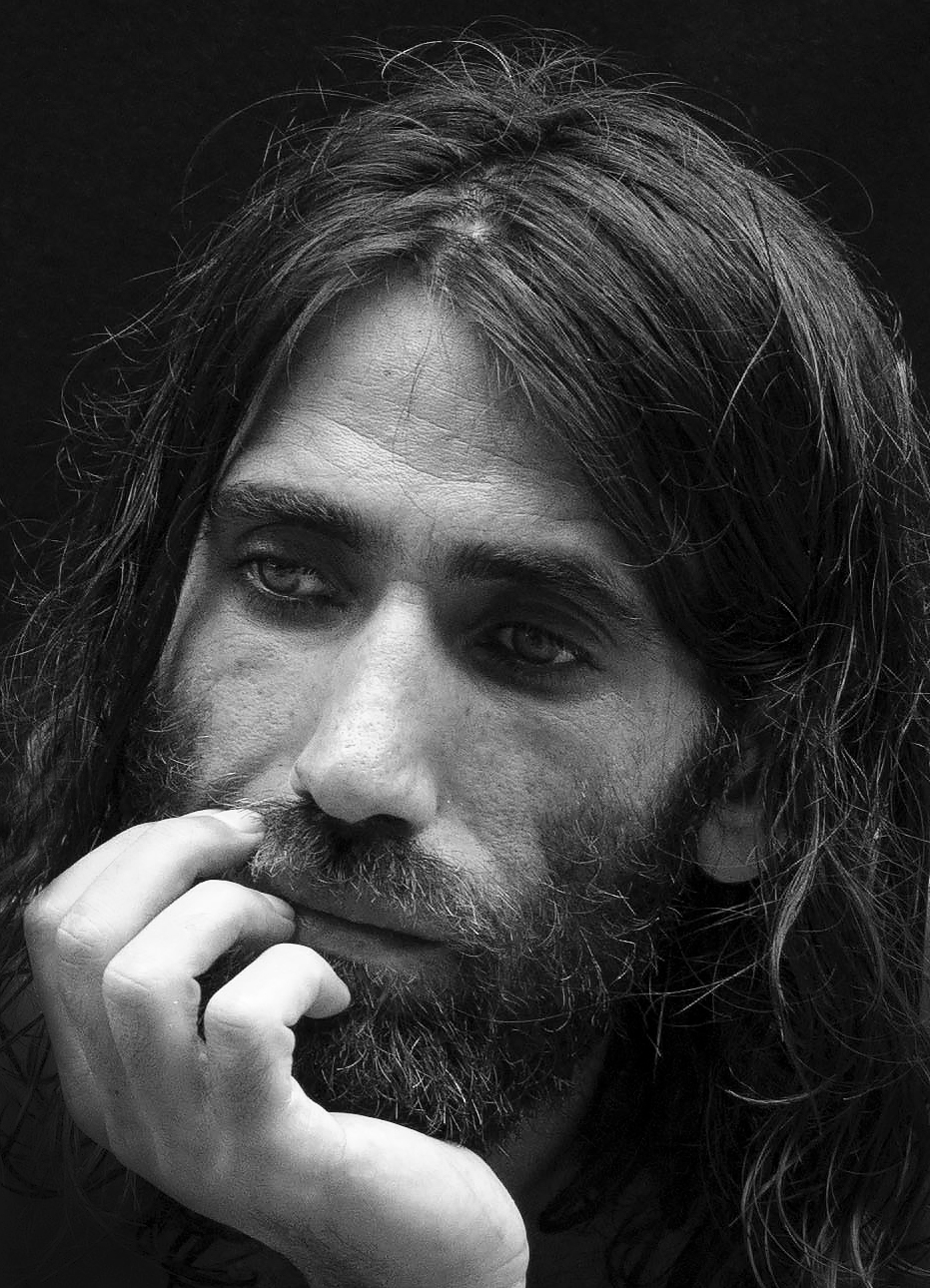
Behrouz Boochani im April 2018

Behrouz Boochani (* 23. Juli 1983 in Ilam, Iran) ist ein kurdischstämmiger Journalist, Dichter, Filmproduzent und Menschenrechtsaktivist. Er studierte in Teheran Politikwissenschaft und war Mitglied der verbotenen
Demokratische Partei Kurdistans. 2013 wollte er wegen politischer Verfolgung im Iran nach Australien flüchten. Ab 2013 wurde er  von der Australischen Regierung in Einwanderungshaft auf Manus in Papua-Neuguinea festgehalten. Er konnte nach einer über sechsjährigen Einwanderungshaft Mitte November 2019 nach Neuseeland ausreisen.
Das Boot, auf dem Boochani flüchten wollte, wurde von einem australischen Kriegsschiff in internationalen Gewässern aufgebracht, und alle Asylsuchenden wurden in Internierungslager gebracht. Boochani wehrte sich gegen seine Inhaftierung, indem er Zeitschriftenartikel und Sachbücher schrieb, das Leben im Lager mit seinem Smartphone aufnahm und filmisch verarbeitete. Auf diesem Weg gelangten Informationen weltweit in die Öffentlichkeit und zu Menschenrechtsorganisationen. In Deutschland wurde der Film über das Lagerleben Chauka, Please Tell Us the Time im März 2018 im Rahmen der Berliner Festspiele aufgeführt.
Für diese Aktivitäten hat Boochanie mehrere Auszeichnungen erhalten, darunter im Januar 2019 den wichtigsten australischen Literaturpreis und einen weiteren Preis für das beste Sachbuch im Bundesstaat Victoria für sein Buch No Friend But the Mountains: Writing from Manus Prison (deutsch: Kein Freund außer den Bergen: Texte aus dem Gefängnis Manus). Die Preise sind mit einem Geldwert von etwa 80.000 € ausgelobt worden.

## Frühes Leben
Über Boochanis frühes Leben ist wenig bekannt. Schon als Student schrieb er Artikel in Studentenzeitschriften und arbeitete als freier Mitarbeiter mit verschiedenen iranischen Zeitschriften zusammen. Er war Mitglied der Kurdischen Demokratischen Partei, die im Iran verboten ist und auch Mitglied der Studentenorganisation National Union of Kurdish Students. Er schloss seine Master-Studiengänge in Politikwissenschaft, Politische Geografie und Geopolitik Tarbiat-Modares-Universität und an der Tarbiat-Moallem-Universität in Teheran mit Erfolg ab.
Nach seinem Studium arbeitete er als Journalist in der kurdisch-iranischen Literaturzeitschrift Werya. Im Februar 2013 drang die paramilitärische Iranische Revolutionsgarde in das Büro dieser Zeitschrift ein und setzte 11 Personen fest, davon kamen 6 in Haft. Boochani war zu der fraglichen Zeit nicht anwesend, entging der Verhaftung und tauchte unter. Nach drei Monaten flüchtete er aus dem Iran, weil er annahm, dass auch er verhaftet werde.

## Flucht nach Australien
Boochanis Flucht führte ihn nach Indonesien, wo er nach vier Monaten Aufenthalt seinen ersten Fluchtversuch über See nach Australien unternahm. Dieses Boot sank. Die indonesischen Behörden nahmen ihn daraufhin fest und sperrten ihn in eine Haftanstalt ein. Ihm gelang die Flucht aus dem Gefängnis. Bei seinem zweiten Fluchtversuch mit weiteren 60 Asylsuchenden brachte die Royal Australian Navy das Boot am 23. Mai 2013 auf. Er wurde zunächst in Einwanderungshaft im Internierungslager Christmas Island Immigration Reception and Processing Centre transportiert und festgesetzt. Diese rigide und menschenfeindliche Politik, genannt Pazifische Lösung, verfolgt die Australische Regierung seit dem Jahr 2001 in Folge der sogenannten Tampa-Affäre. Damals hatte der norwegische Frachter Tampa 438 in Seenot geratene asylsuchende Boatpeople auf See gerettet und wollte diese auf dem australischen Staatsgebiet an Land bringen.
Im August wurde er nach Manus ins Manus Regional Processing Centre transportiert. Manus Island ist eine Insel im Pazifik, die zum Inselstaat Papua-Neuguinea gehört. Seit 2013 werden alle Boatpeople, die auf dem Seeweg vergeblich versuchen Australien zu erreichen, in Internierungslagern, beispielsweise auch ins Nauru Regional Processing Centre abgeschoben. Dieses befindet sich wie das Lager Manus außerhalb des Hoheitsgebiets von Australien. Die Bedingungen in diesen Asyllagern werden von Ärzten und Flüchtlingshelfern als menschenrechtswidrig und -unwürdig angeprangert. Immer wieder drangen Berichte über die Verhältnisse im Lager Manus in die Öffentlichkeit. Darunter sind Berichte über den Missbrauch durch das Sicherheitspersonal, schockierende hygienische Zustände, Mangel an Essen und medizinischer Versorgung und Anwendung physischer Gewalt. Einige dieser Berichte wurden von Behrouz Boochani geschrieben und gelangten so weltweit als Beispiele für die umstrittene Migrations- und Asylpolitik Australiens in die Öffentlichkeit.
2017 wurde das Manus Regional Processing Centre aufgelöst, weil der Betrieb durch die australische Regierung gegen die Verfassung von Papua-Neuguinea verstieß. Boochani hatte nach der Lagerauflösung keine Reisedokumente erhalten und musste deshalb auf Manus bleiben. Er wurde in einem von den vier neuen Lagerkomplexen nach Lorengau deportiert. Derzeit (2019) sollen sich noch mehr als 500 Lagerinsassen in diesen Lagern aufhalten, die nicht ausreisen wollten oder konnten.

## Lagerleben und Öffentlichkeitsarbeit
Der Journalist Boochani wurde in der Gefangenschaft auch zu einem wichtigen Zeugen der menschenrechtswidrigen Flüchtlingspolitik Australiens, zum bekanntesten Asylsuchenden in Australien und Sprecher der Lagerinsassen auf Manus.
Für seine Öffentlichkeitsarbeit und schriftstellerische Arbeit erhielt er zahlreiche Auszeichnungen.

### Zeitungsartikel
Boochani trat auch in Kontakt mit renommierten Zeitungen, darunter sind The Guardian, Sydney Morning Herald und Financial Times. Des Weiteren steht er in Kontakt mit Menschenrechts- und internationalen Schriftstellerorganisationen wie Vereinte Nationen, Amnesty International und Pen International.

### Filme
Neben seinen Zeitschriftenartikeln, schrieb Boochani auch Gedichte. Er wirkte 2015 in einem Kurzfilm mit dem Titel Nowhere Line: Voices of Manus Island mit. In diesem Film befragt der Filmer Lukas Schrank im Oktober 2014 zwei Männer im Lager auf Manus in einem Telefoninterview, darunter Boochani, über die Verhältnisse in dem Internierungslager Manus.
Ein weiterer Film Chauka, Please Tell Us the Time wurde innerhalb des Internierungslagers auf Manus mit einem Smartphone gedreht und im Jahr 2017 auf dem Sydney Film Festival aufgeführt. Diesen Film, der über mehrere Monate hinweg mit einem Mobiltelefon aufgenommen wurde, gestaltete Boochani mit. Er stellt das Leben im Internierungslager dar. Der Name Chauka ist der Name für einen Paradiesvogel, der die Flagge Papua-Neuguineas ziert, der aber auch stellvertretend als Sinnbild für den Staat Neuguinea verwendet wird.
Am 23. März 2018 wurde der Film in das Programm der Berliner Festspiele aufgenommen.

### Sachbuch
Sein Erstlingswerk No Friend But the Mountains erhielt am 31. Januar 2019 nicht nur den bedeutendsten Literaturpreis Australiens, sondern auch zusätzlich einen Preis für das beste Sachbuch. Da er die Insel Manus nicht verlassen darf, schrieb er das Buch auf seinem Smartphone in Iranisch und ließ den Text von einem Freund ins Englische übersetzen, die er von der Insel Manus über sein Smartphone online an seinen Verlag schickte.

## Ausreise nach und Aufenthalt in Neuseeland
Am 14. November 2019 wurde bekannt, dass Boochani nach sechsjährige Einwanderungshaft auf Manus nach Neuseeland ausreisen konnte. Für Neuseeland hat er ein Visum von einem Monat Dauer erhalten. Boochani hofft nun, dass er von den USA aufgenommen wird, hält sich aber auch andere Optionen offen. Boochanis Ausreise fand im Rahmen eines Angebots von Neuseeland statt, jährlich seit 2013 150 Asylsuchende aus den Lagern Manus und Nauru aufzunehmen.
Boochanis Status als Flüchtling wurde in Neuseeland nach sechs Monaten Aufenthalt im Juni 2020 anerkannt. Er arbeitet seiner Ankunft Christchurch weiterhin als Journalist und bekleidet inzwischen den akademischen Rang eines Adjunct Senior Research Fellowship am Ngāi Tahu Research Centre der neuseeländischen University of Canterbury.

## Australienreise
Am 6. Dezember 2022 berichtete die australische Presse, dass Boochani in Australien einreiste, um in Melbourne sein neues Buch Freedom Only Freedom vorzustellen. Dies geschah drei Jahre nach der Verkündigung des australischen Immigrationsministers Peter Dutton von der Liberal Party, dass Boochani niemals einen Fuß auf australischen Boden setzen werde.

## Auszeichnungen
- Diaspora Symposium Social Justice Award (2016)
- Amnesty International Australia Media Award (2017)[10]
- STARTTS Humanitarian Award (2017)
- Tampa Award (2018)[20]
- Voltaire Award, Empty Chair Award der Universität Potsdam (2018)[21]
- Anna-Politkowskaja Award for Journalism (2018)[22]
- Sir Ronald Wilson Human Rights Award (2018)
- Victorian Premier’s Literary Award (2019)
- Victorian Premier’s Prize for Nonfiction (2019)

## Werke
- Freedom, Only Freedom, London 2023, ISBN 978-0-7556-4265-6
- zusammen mit Omid Tofighian: Kein Freund außer den Bergen, München 2020, ISBN 978-3-442-75858-6